# جامعة المنارة (سوريا)
جامعة المنارة، هي جامعة سورية  مقرها مدينة اللاذقية، تأسست سنة 2016 ميلادي.
وبحسب مرسوم الإحداث فإن مقرها الدائم هو مدينة بانياس في محافظة طرطوس، على أن تفتتح الجامعة في مقر مؤقت في مدينة اللاذقية لمدة ثلاثة أعوام دراسية بدءاً من العام الدراسي (2017).

## تأسيس الجَامعة
أحدثت جَامعة المَنارة بموجب المرسوم رقم/ 108/ في 31 آذار 2016، وتمت الموافقة على افتتاحها بموجب قرار مجلس التعليم العالي رقم /266/ في 17 تموز 2016، وقرار وزير التعليم العالي رقم / 114/ في 6 تشرين الثاني 2016. في المبنى المؤقت في مدينة اللاذقية – المشروع العاشر وبدأت بتنفيذ برامجها الأكاديمية في 28 تشرين الثاني 2016.

## إدارة الجامعة
رئيس الجَامعة: الدكتور صفوان عدنان العساف

## مجلس الأمناء
- أ.د. وائل معلا
- أ. فارس كلاس
- أ.د. صفوان العساف[5]
- أ.د. عمرو الأرمنازي
- أ.د. نتاليا عطفة
- أ.د.م نبيل عدس
- د. بديع الدروبي
- أ.د.م مجد الجمالي
- أ.م.د فادي غصنة
- م. كندة برهوم

## مجلس الجامعة
- أ.د. صفوان العساف - رئيس الجامعة
- د. إياد حاتم - عميد كلية الهندسة
- أ.د هاني ودح - عميد كلية هندسة العمارة
- د. كنده درويش - عميد كلية الصيدلة
- د. دانيا زين العابدين - عميد كلية إدارة الأعمال
- أ.د سامر عمران - عميد كلية فنون الأداء
- د. يوسف شاهين - رئيس قسم المتطلبات
- د. مضر أحمد - عميد كلية طب الأسنان
- د. غياد درويش - رئيس قسم العلاج الوظيفي
- د. مثنى القبيلي - أمين الجامعة
- د. عبد الكريم حسن - ممثل نقابة المعلمين
- ممثل عن وزارة التعليم العالي
- ممثل عن اتحاد الطلبة - فرع جامعة المَنارة

## الكليات
- كلية الصيدلة
- كلية علوم الصحة
- كلية الهندسة
- كلية هندسة العمارة
- كلية فنون الأداء
- كية إدارة الأعمال
- كلية طب الأسنان

## أهداف الجَامعة
تصبو الجَامعة للمُشاركة في تكوين مجتمع معرفي يتّسم أفراده بمستوى علمي متميز يعزز لديهم الثقة بشخصيتهم وهويتهم والكفاءة في مهنتهم والالتزام بخدمة مجتمعهم وذلك من خلال تخريج كوادر شابّة مُؤهلة تأهيلاً رفيع المستوى تتمتع بالمعرفة العلمية والخبرة العملية المُواكِبة لأحدث ما توصلت إليه العلوم بمجالاتها المختلفة. وكوادر تتميز بقدرات ومهارات مُتعددة الثقافات تجعلها قادرة على الدخول بشكل فاعل في سوق العمل والإسهام بدورٍ ناشطٍ في تطور المجتمع بمختلف قطاعاته، ومتمكنة أيضاً من التواصل بكفاءة عالية مع العالم الخارجي.
وبالنظر إلى التحديات التي يواجهها خريجو الجامعت بشكل عام للحصول على فرص عمل بعد تحصيلهم العلمي، تضع جامعتنا ضمن أولوياتها كهدف أساسي ربط التعليم العالي بمجتمع العمال (الاقتصادي والثقافي والاجتماعي) في محيط الجَامعة بشكل خاص وفي سورية بشكل عام، متطلعة للإسهام في عملية التنمية المستدامة من خلال خلق نماذج لإطار تعاون مشترك بين الجَامعة والمكونات الاقتصادية المختلفة بما يسمح لكل طرف تحقيق أهدافه بالتعاون مع الطرف الآخر، ويفسح مجالات عمل واسعة للعديد من خريجها.
تعتمد العملية التدريسية في الجَامعة على اتباع أحد المنهجيات التعليمية والنظرية والتطبيقية، مُرتكزة على أساليب مُتطورة في طرائق التعليم والتدريب والتواصل والتفاعل وذلك من خلال مناهج متميزة. واستقطاب كادر تدريسي مُتخصص يتمتع بالخبرة والكفاءة عالية المستوى

## قيم الجَامعة
- الإبداع الفكري.
- التنوع الثقافي.
- السعي نحو التميز
- المسؤولية الاجتماعية.
- توسيع آفاق المعرفة.
- تحفيز التعلم والإتقان.
- الرؤية التنموية.
- تعزيز الفكر الإنساني.
- روح العمل الجماعي.
- تدعيم الانتماء.